# 曇摩羅闍二世
曇摩羅闍二世（生年不詳—1399年），又稱摩訶曇摩羅闍二世（มหาธรรมราชาที่ ๒），本名盧泰（ลือไทย），他是素可泰王國帕鑾王朝君主，約1368年至1399年間在位。曇摩羅闍二世是前任國王曇摩羅闍一世的兒子。
1371年至1378年，曇摩羅闍二世面臨阿瑜陀耶國王波隆摩羅闍一世的入侵。據說阿瑜陀耶的戰爭藉口之一是其治下奴隸不斷逃亡至素可泰。1376年，瀾滄王國加入戰爭，支援素可泰王國。1378年，曇摩羅闍二世臣服，素可泰淪為阿瑜陀耶的藩屬。曇摩羅闍二世被迫遷都彭世洛，割讓大片疆土給阿瑜陀耶。曇摩羅闍二世作為藩王統治彭世洛，約於1399年逝世。